# Bēylul
Bēylul är en ort i Eritrea.   Den ligger i regionen Södra rödahavsregionen, i den sydöstra delen av landet, 400 km sydost om huvudstaden Asmara. Bēylul ligger 9 meter över havet och antalet invånare är 14 055.
Terrängen runt Bēylul är platt. Havet är nära Bēylul österut. Runt Bēylul är det mycket glesbefolkat, med 7 invånare per kvadratkilometer. Det finns inga andra samhällen i närheten. Trakten runt Bēylul är ofruktbar med lite eller ingen växtlighet.